# 山田晴信
山田 晴信（やまだ はるのぶ、1950年 - ）は、通商産業省出身の日本の元官僚で、外資系企業の役員等を経て、日本CFO協会理事、東京女子大学理事、宇宙航空研究開発機構（JAXA）上席参与、Oakキャピタル顧問などを務めた経営者。

## 経歴
1972年、東京大学工学部航空学科宇宙コース卒業。
1973年、通商産業省入省。
1979年、ハーバード大学経営大学院を修了し、MBAを取得した。
1981年、モルガン・スタンレーに入社し、ニューヨークや東京で勤務し、業務執行役員も務めた。
1996年、水野清内閣総理大臣補佐官付調査員に政治任用。
1998年にHSBC証券株式会社常務取締役となり、2000年にチーフエグゼクティブ（投資銀行部門担当）、さらに2005年に代表取締役社長、2007年より香港上海銀行在日副代表兼副CEO、2010年よりHSBC顧問となった。
慶應義塾大学大学院経営管理研究科では、1992年から非常勤講師として証券市場論を担当し、2003年から2008年にかけては特別研究教授を務めた。
東京女子大学では、2006年に学校法人の評議員となり、2008年から理事を務めた。
2001年、日本CFO協会理事。
以上の他、宇宙航空研究開発機構（JAXA）上席参与、Oakキャピタル顧問などを歴任。

## おもな著書

### 単著
- ハーバード・ケーススタディ方式で企業財務を学ぶ 資金調達とM&A、金融財政事情研究会、2012年

### 分担執筆
- （水野清 編）官僚の本分、小学館（小学館文庫）、2001年